# Gabriel (da Rocha)
Gabriel, imię świeckie Eduardo Henrique Pinto da Rocha (ur. 1938, zm. 1997) – portugalski duchowny prawosławny, metropolita Portugalii, Hiszpanii i Brazylii, organizator i pierwszy zwierzchnik Portugalskiego Kościoła Prawosławnego.

## Życiorys
Eduardo Henrique Pinto da Rocha był pierwotnie katolikiem. Po odbyciu służby wojskowej w Siłach Zbrojnych Portugalii wyjechał do Szwajcarii, gdzie wstąpił do zakonu kanoników regularnych św. Augustyna. Podczas pobytu w opactwie św. Maurycego zetknął się z prawosławną diasporą w kantonie Valais. Jego kontakty z tą wspólnotą doprowadziły do podjęcia przez niego decyzji o zmianie wyznania i dalszego praktykowania życia zakonnego w tradycji bizantyjskiej. 
W 1966 roku Eduardo Henrique Pinto da Rocha dokonał konwersji i przystąpił do Rosyjskiego Kościoła Prawosławnego poza granicami Rosji. Następnie pod imieniem zakonnym Jana udał się do Grecji i wstąpił jako mnich do klasztoru Chilandar. W 1968 roku otrzymał święcenia kapłańskie. W tym samym roku biskup Genewy i Europy Zachodniej, Antoni (Bartoszewicz) mianował go archimandrytą. 
Na początku lat siedemdziesiątych XX wieku archimandryta Jan (da Rocha) przebywał w Paryżu, gdzie kontynuował studia z teologii i filozofii, a następnie zorganizował Prawosławny Instytut Teologiczny św. Leona Wielkiego. Od 1968 roku Jan (da Rocha) poza swoją pracą naukową  był zaangażowany także w duszpasterstwo dla Portugalczyków, a zwłaszcza wśród społeczności konwertytów z katolicyzmu, która uczestniczyła w nabożeństwach sprawowanych przez Kościół Katolicko Prawosławny Francji w rycie gallijskim. Archimandryta Jan (da Rocha) zorganizował w tym czasie kilka misji oraz przetłumaczył księgi do liturgii bizantyjskiej na język portugalski. 
W 1974 roku Jan (da Rocha) został mianowany administratorem biskupim Egzarchatu Portugalii w strukturach Rosyjskiego Kościoła Prawosławnego poza granicami Rosji. W 1976 roku misja ta otrzymała prawną rejestrację w Republice Portugalii jako Ortodoksyjny Kościół Katolicki Portugalii. Mimo dynamicznego rozwoju administratura ta nie cieszyła się zbytnim zainteresowaniem ze strony władz zwierzchnich Rosyjskiego Kościoła Prawosławnego poza granicami Rosji i była marginalizowana. Narastał konflikt pomiędzy biskupem Antonim (Bartoszewicz) i archimandrytą Janem (da Rocha), który doprowadził w 1978 roku do przejścia portugalskiego egzarchatu pod jurysdykcję starokalendarzowego arcybiskupa Aten i Hellady, Auksentiusza (Pastras). 
W 1978 roku archimandryta Jan (da Rocha) złożył śluby wielkiej schimy i przyjął imię zakonne Gabriel. 18 czerwca 1978 roku w Kapandriti przyjął sakrę z rąk biskupów Cerkwi Prawdziwych Prawosławnych Chrześcijan Hellady. Jako biskup Lizbony stanął na czele Egzarchatu Zachodniego.
W 1984 roku Jan (da Rocha) został podniesiony do godności metropolity Europy Zachodniej i zwierzchnika autonomicznego w strukturach Cerkwi starokalendarzowców Prawosławnego Kościoła Portugalii. W tym samym roku, wspólnie z greckimi hierarchami wyświęcił dla nowej prowincji czterech biskupów, którzy objęli diecezje w Hiszpanii, we Włoszech i w Portugalii. 
W 1985 roku doszło do schizmy w strukturach Cerkwi Prawdziwych Prawosławnych Chrześcijan Hellady. Metropolia Europy Zachodniej odłączyła się jako niezależny Kościół. Rozpoczęły się poszukiwania i próby nawiązania łączności Prawosławnego Kościoła Portugalii z innymi Cerkwiami prawosławnymi. Prowadzono negocjacje z Ukraińskim Kościołem Prawosławnym Stanów Zjednoczonych Ameryki i Greckim Kościołem Prawosławnym (Synod Oporu). W 1988 roku metropolita Gabriel (da Rocha) rozpoczął oficjalny dialog z Polskim Autokefalicznym Kościołem Prawosławnym w kwestii nawiązania interkomunii. W międzyczasie została rozwinięta działalność Cerkwi portugalskiej w Ameryce Południowej i zorganizowana nowa administratura kościelna w Brazylii.
Kontakty metropolity Gabriela (da Rocha) z Cerkwią polską spotkały się negatywnym odbiorem części hierarchów. W wyniku problemów z tym związanych arcybiskup utracił zwierzchnictwo nad Metropolią Europy Zachodniej. Biskupi będący wobec jego działań w opozycji utworzyli Ortodoksyjną Autonomiczną Metropolię Europy Zachodniej i Ameryki (Synod Mediolanu).
W 1990 roku Gabriel (da Rocha) osiągnął sukces w rozmowach z Cerkwią kanoniczną. Został przyjęty do Polskiego Autokefalicznego Kościoła Prawosławnego. Przed przystąpieniem do soboru biskupów, 28 sierpnia 1990 Gabriel (da Rocha) został rekonsekrowany w Warszawie przez metropolitę Bazylego (Doroszkiewicz) oraz biskupów: Sawę (Hrycuniak), Szymona (Romańczuk), Jeremiasza (Anchimiuk) i Abla (Popławski). Następnie wspólnie z delegacją polskich biskupów wizytował parafie w Portugalii. W 1991 roku doszło do kanonicznego włączenia Metropolii Portugalii do Polskiego Autokefalicznego Kościoła Prawosławnego na zasadach Kościoła autonomicznego i utworzenia diecezji w Brazylii.
Pod koniec życia Gabriel (da Rocha) zaangażował się w rozwój prawosławnego sanktuarium Matki Bożej Łaskawej w gminie Torres Novas (objawienia w Ladeira do Pinheiro). Uznawał objawienia mistyczki i prorokini, Marii da Conceição Mendes Horta za prawdziwe. Wspierał miejscowy monaster i budowę soboru w Ladeira do Pinheiro. Po śmierci, zgodnie ze swoim życzeniem został pochowany w świątyni sanktuarium.